# Theodor Kettmann
Theodor Kettmann (ur. 27 listopada 1938 w Ankum) – niemiecki duchowny rzymskokatolicki, biskup pomocniczy Osnabrücku w latach 1978-2011.
Święcenia kapłańskie otrzymał 1 lutego 1964. 27 listopada 1978 papież Jan Paweł II mianował go biskupem pomocniczym Osnabrücku, ze stolicą tytularną Busiris. Sakry biskupiej udzielił mu bp Helmut Hermann Wittler.
30 listopada 2011 papież Benedykt XVI przyjął jego rezygnację z pełnionego urzędu.